# Hyostomodes nubilata
Hyostomodes nubilata là một loài bướm đêm trong họ Geometridae.